# Saint-Bauld

Saint-Bauld este o comună în departamentul Indre-et-Loire, Franța. În 1 ianuarie 2018 avea o populație de 193 de locuitori.